# Maytenus ilicina
Maytenus ilicina là một loài thực vật có hoa trong họ Dây gối. Loài này được (Burch. ex Loudon) Loes. mô tả khoa học đầu tiên năm 1942.